# Bacchisa cyanicollis
Bacchisa cyanicollis är en skalbaggsart som beskrevs av Stefan von Breuning 1956. Bacchisa cyanicollis ingår i släktet Bacchisa och familjen långhorningar. Inga underarter finns listade.